# Мала хидроелектрана Сељашница
Мала хидроелектрана Сељашница је изграђена на реци Сељашници 1952. и започела са радом 1953. године. Њена изградња означила је замах у иднустријализацији целог краја. Налази се у саставу погона ЕД Пријепоље. Смештена је у згради од чврстог материјала са два генератора од по 650 KVA, а обухвата и трансформатор 10/0,4 kV. Имала је две турбине, снаге један MW и давала је струју читавом крају, па и тадашњем градилишту хидроелектрана на Увцу и руднику угља у Пљевљима. Од краја 2014. није радила, јер није имала водну дозволу, а пре тога није радила лети и у јесен, због смањеног дотока воде, с обзиром да се одатле водом за пиће снадбевају Пријепоље и околина.
Августа 2017. године започела је њена реконструкција, у којој је монтирана нова Пелтонова турбина, са инсталисаним протоком од 0,8 m³ у секунди, након које би производња требало да износи 5 GWh, а низводно би МХЕ требало да испушта гарантовани еколошкои поток у количини од 225 литара у секунди и да у потпуности поштује норме заштите животне средине.